# Fi d'Andròmeda
Fi d'Andròmeda (φ Andromedae) és una estrella binària de la constel·lació Andròmeda. També és coneguda amb el nom tradicional Keun Nan Mun, que comparteix amb χ Andromedae. Aquest nom deriva de la frase en Mandarí 軍南門 jūnnánmén, que significa "el portal sud del camp".
El component primari, Fi d'Andròmeda A, és una subgegant blava-blanca del tipus B amb una magnitud aparent +4,6. L'estrella companya, Fi d'Andròmeda B, és una nana de la seqüència principal blava-blanca del tipus B de la magnitud aparent 5,6. Les dues estrelles estan separades 0,64 segons d'arc i tenen un període orbital de 371,6 anys. La claror combinada del sistema és de la magnitud +4,26. Està aproximadament a 736 anys llum de la Terra.

## Localització
La localització d'aquesta estrella a la constel·lació d'Andròmeda es pot veure en el diagrama següent.

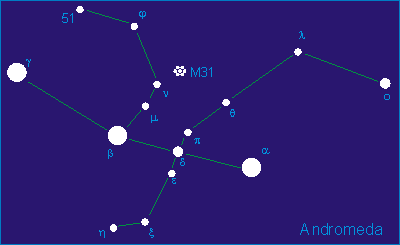
Diagrama de la constel·lació d'Andròmeda